# Willem van de Poll
Willem van de Poll (Amsterdam, 13 aprile 1895 – Amsterdam, 10 dicembre 1970) è stato un fotografo olandese, noto per i suoi reportage e per essere stato il fotografo ufficiale della famiglia reale olandese.

## Biografia
Nato nei Paesi Bassi da una famiglia benestante, si formò a Vienna subito dopo la fine della prima guerra mondiale e fu per qualche mese assistente di Alexander Korda, prima di ritornare nel suo paese natale.
A partire dagli anni '30 intraprende molti viaggi nell'intera Europa, in Asia e in Africa, realizzando molti reportage scritti e fotografici e vedendo pubblicati i propri lavori dall'Associated Press, dalla Black star e da altre importanti riviste anche internazionali. Fu anche fotografo pubblicitario, lavorando per la KLM, la Philips, la Unilever e altre aziende olandesi.
Nel 1944 viene nominato a capo della divisione fotografica delle forze armate e di resistenza olandesi, diventando nel secondo dopoguerra fotografo ufficiale della corte olandese, lavorando e dando lustro all'ANEFO (la principale agenzia di stampa olandese della seconda metà del Novecento) e continuando a viaggiare per il mondo, dedicandosi al neonato stato di Israele e alla condizione dei palestinesi.

## Archivio
Secondo il diritto d'autore standard le foto di van de Poll diverranno completamente di pubblico dominio solo 70 anni dopo la morte dell'autore (cioè nel 2041), ma molte di esse sono state donate nel 1996 all'Archivio nazionale olandese e ora più di 30.000 di esse sono su Wikimedia Commons con licenza CC0.

### Galleria d'immagini

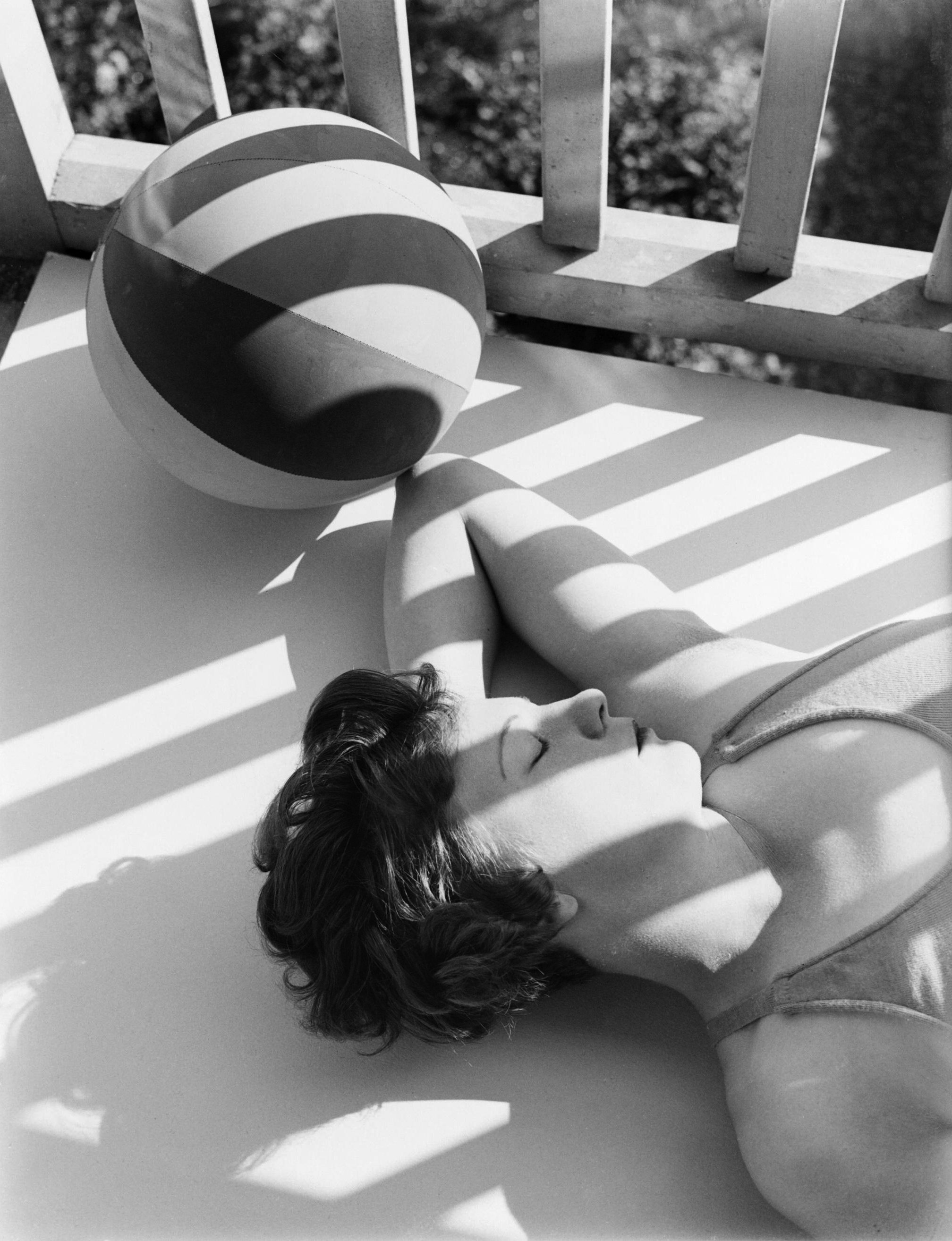
Modella sdraiata con un pallone, 1935, Paesi Bassi.
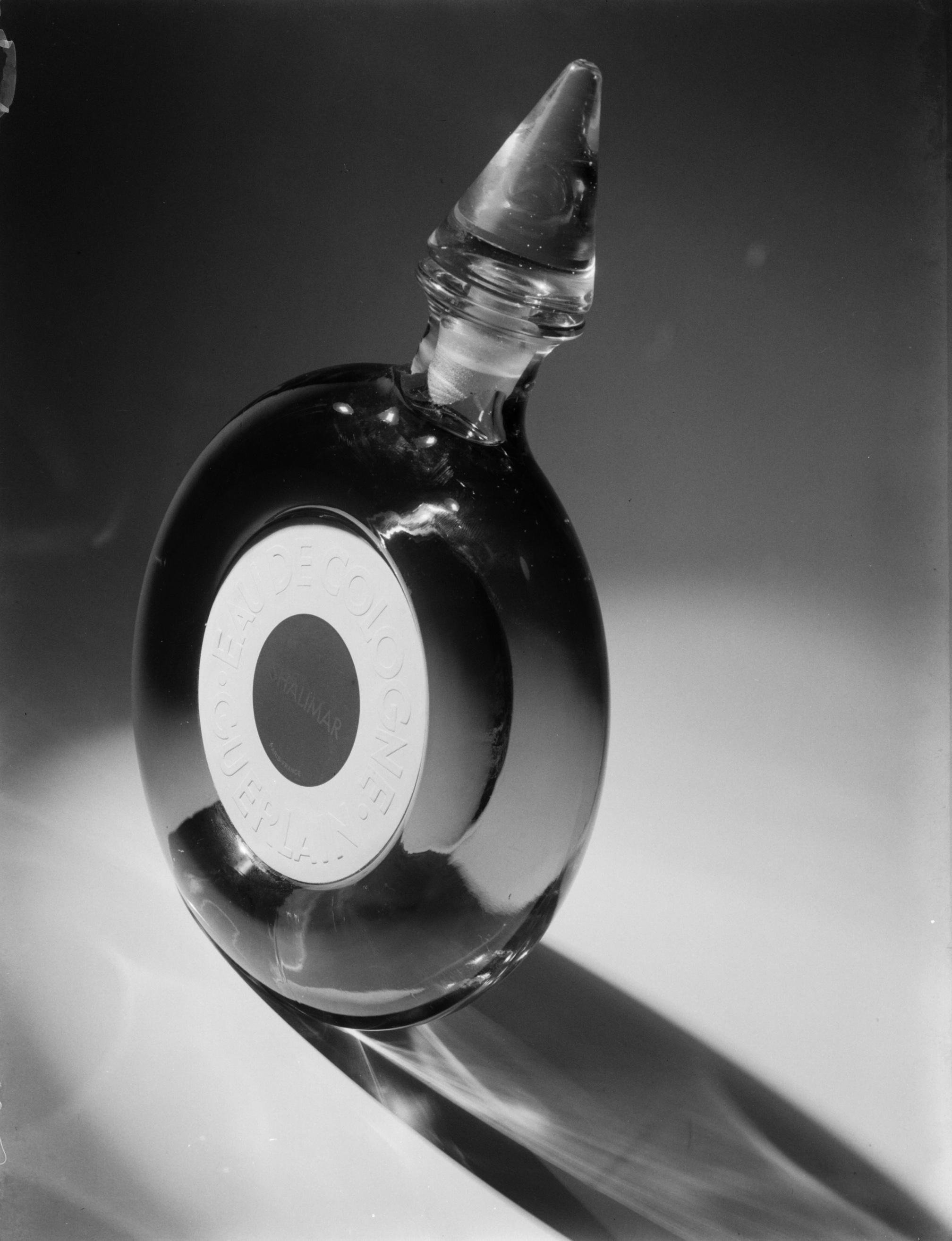
Foto di un prodotto commerciale, 1936.
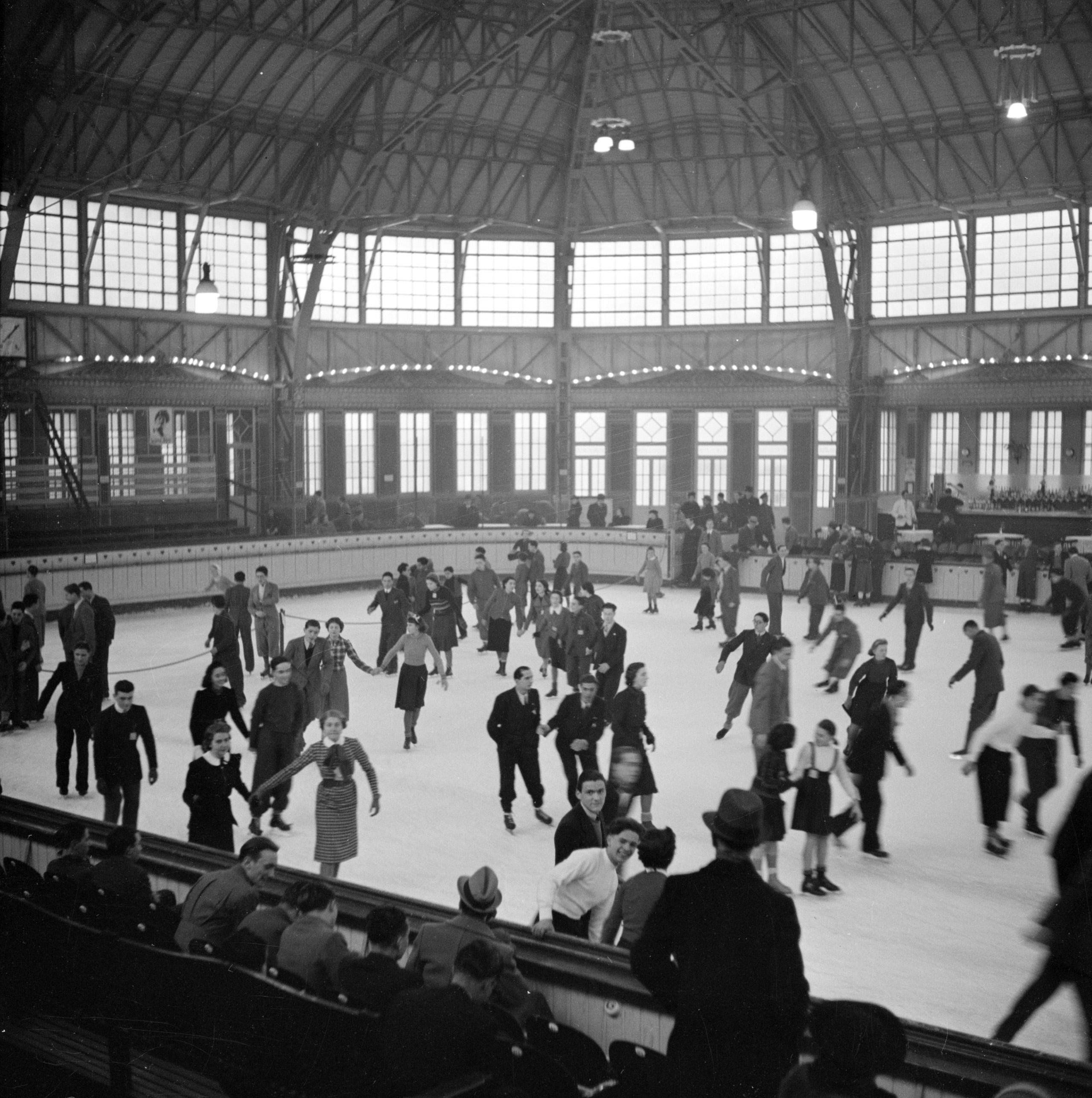
Pattinaggio su ghiaccio, Milano, 1937.
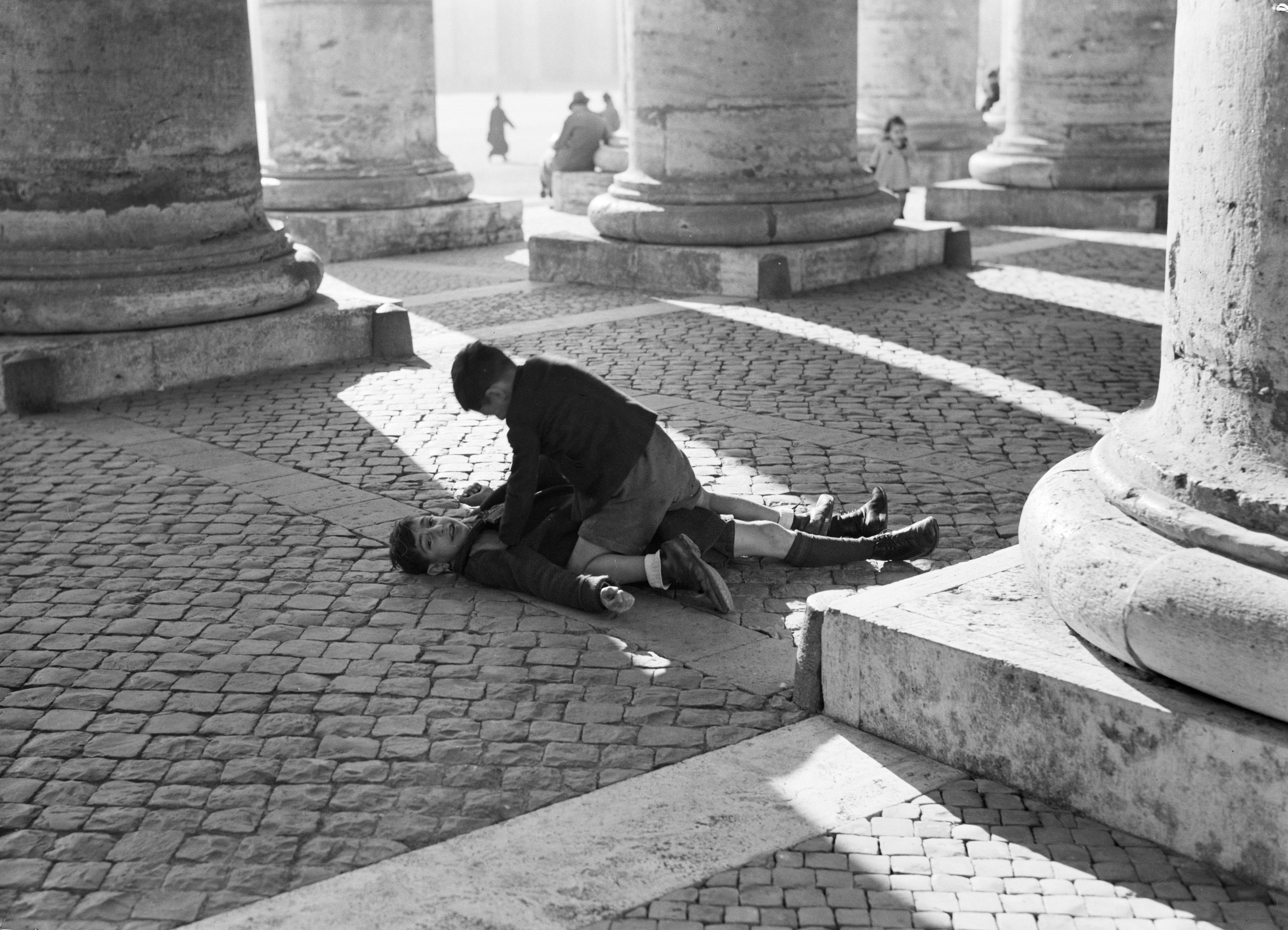
Bambini che giocano sotto al colonnato di Piazza San Pietro, dicembre 1937, Roma.
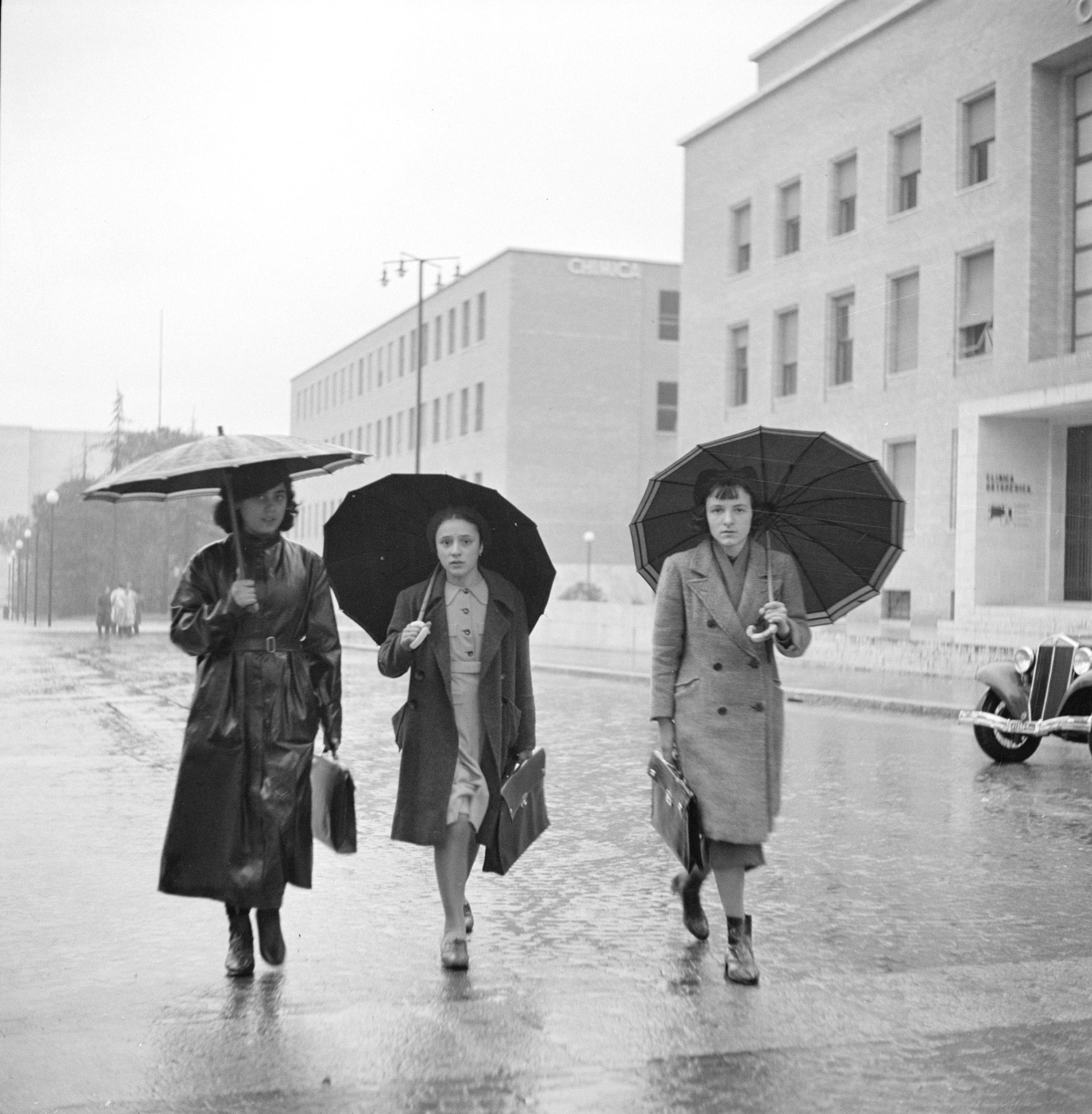
Tre ragazza vanno entrano all'Università La Sapienza da poco inaugurata, dicembre 1937, Roma.
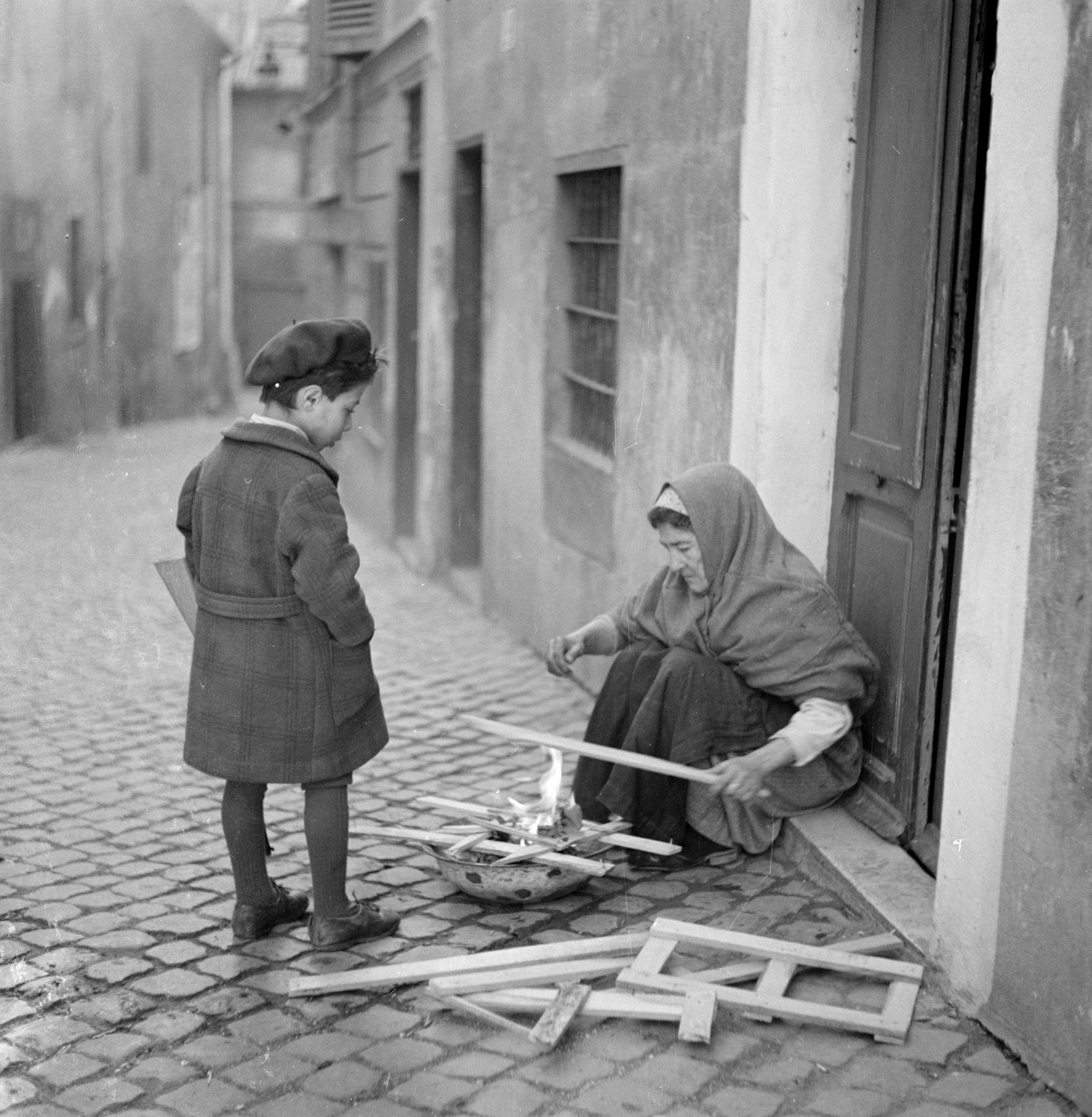
Abitanti dei quartieri centrali che accendono un piccolo fuoco per riscaldarsi, dicembre 1937, Roma.
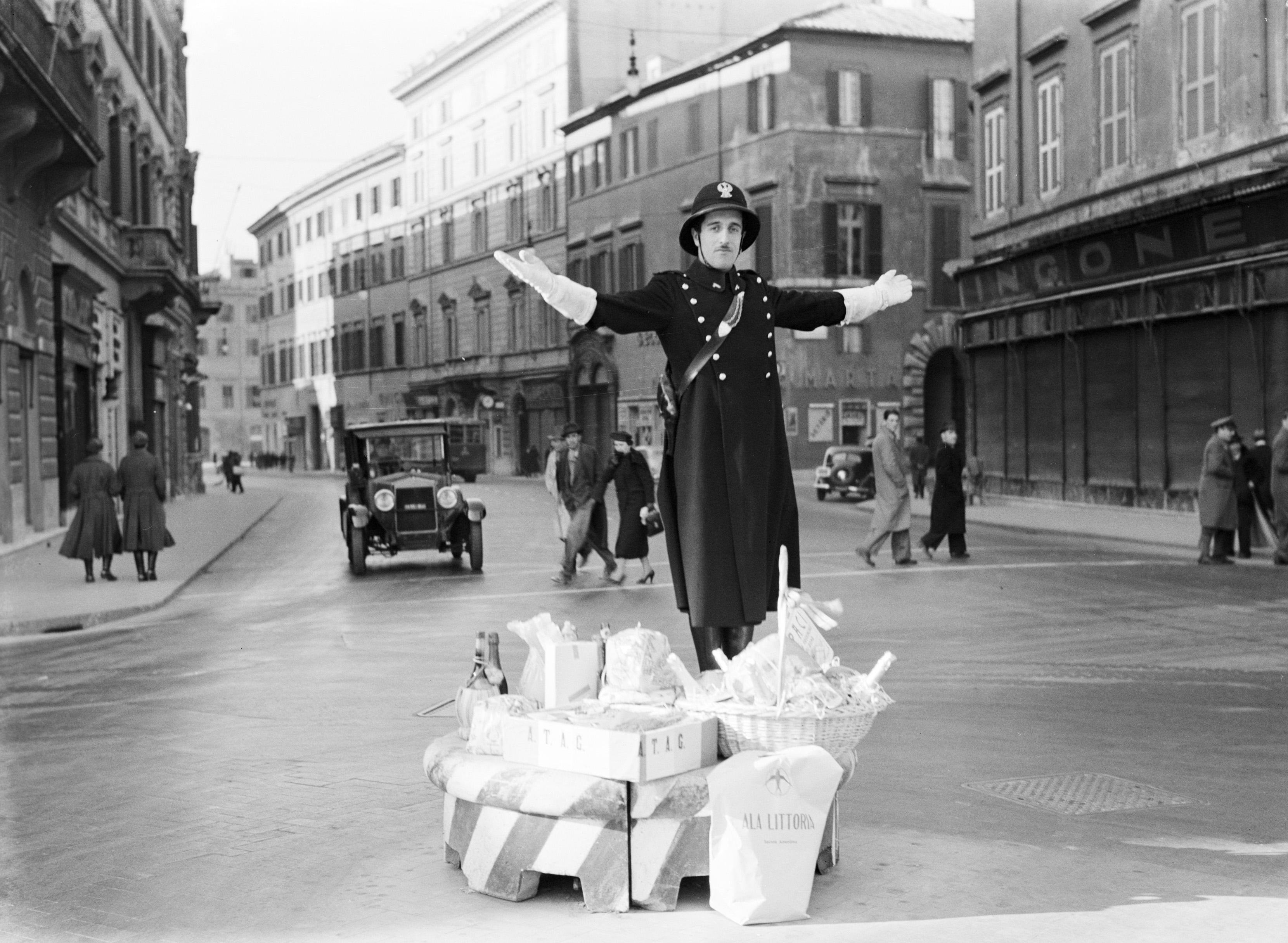
Befana del vigile urbano, 6 gennaio 1938, Roma.